# Cicada 3301

Logotipo da organização

Cicada 3301 é um nome dado a uma organização enigmática que, em seis ocasiões, postou um conjunto de quebra-cabeças e jogos de realidade alternativa complexos para possivelmente recrutar decifradores de códigos do público. O primeiro quebra-cabeça da internet começou em 5 de janeiro de 2012 no forum 4chan e durou por aproximadamente um mês. A segunda rodada começou um ano depois, em 5 de janeiro de 2013 e uma terceira rodada após a confirmação de uma nova pista postada no Twitter em 5 de janeiro de 2014. A intenção declarada era recrutar "indivíduos inteligentes" apresentando uma série de quebra-cabeças que deveriam ser resolvidos, cada um em ordem, para encontrar o próximo. Nenhum novo quebra-cabeça foi publicado em 5 de janeiro de 2015. No entanto, um novo quebra-cabeça foi publicado no Twitter em 5 de janeiro de 2016.
Os quebra-cabeças eram sobre segurança de dados, criptografia e esteganografia.
Foi chamado de "o enigma mais elaborado e misterioso da era da Internet" e listado, por The Washington Post, como um dos "5 maiores mistérios não resolvidos da internet", havendo muita especulação quanto à sua finalidade. Muitos especularam que os quebra-cabeças são uma ferramenta de recrutamento para a Agência de Segurança Nacional (NSA), a Agência Central de Inteligência (CIA) ou um grupo cibernético mercenário. Outros alegaram que a Cicada 3301 fosse um jogo de realidade alternativa, mas o fato de nenhuma empresa ou indivíduo ter reinvidicado o crédito ou tentado monetizá-lo, combinado com o fato de que nenhum indivíduo conhecido que tenha resolvido os quebra-cabeças tenha se manifestado, leva a maioria a pensar que não seja esse o caso. Outros alegaram que é administrado por um banco trabalhando com uma criptomoeda. Mesmo assim, não sa sabe, com certeza absoluta, nada sobre eles; "o que fazem", "o que são" e "quem são" ainda é um mistério.

## Propósito
O propósito declarado dos quebra-cabeças cada ano tem sido o de recrutar "indivíduos altamente inteligentes", embora o objetivo final permaneça desconhecido. Alguns alegaram que a Cicada 3301 é uma sociedade secreta com o objetivo de melhorar a criptografia, a privacidade e o anonimato. Outros alegaram que a Cicada 3301 é um culto ou uma religião. De acordo com declarações feitas aos vencedores do quebra-cabeça em 2012, a Cicada 3301 normalmente usa métodos de recrutamento sem base em quebra-cabeças, mas criou os enigmas Cicada porque eles estavam procurando por membros em potenciais com habilidades em criptografia e segurança de computador.

## Resolução

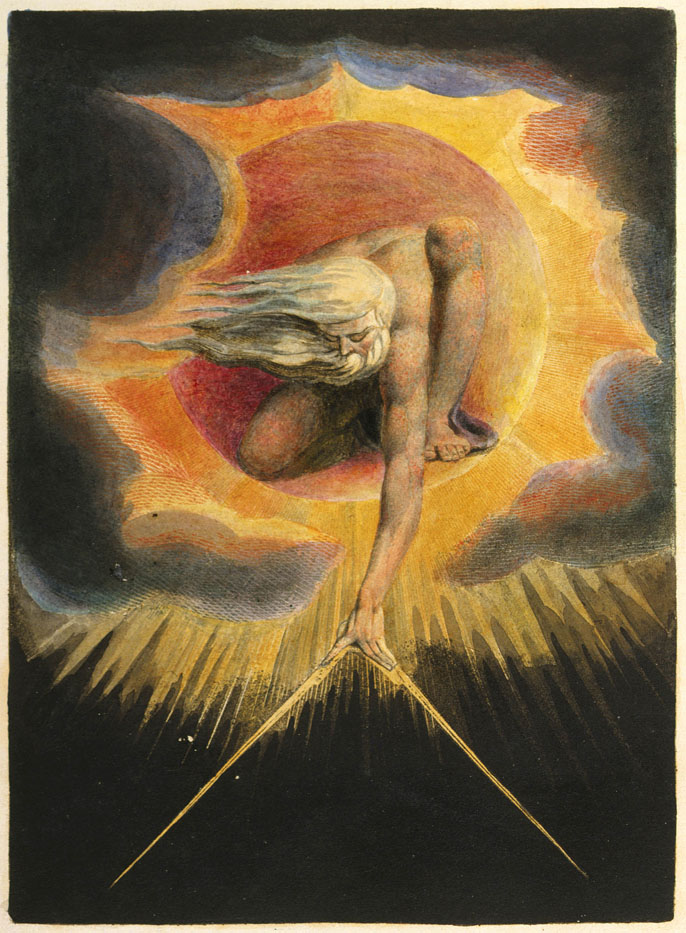
O ancião dos dias, ilustração de William Blake

O resultado final de todas as três rodadas de Cicada 3301 ainda é um mistério. Os últimos quebra-cabeças conhecidos se tornaram altamente complexos e individualizados à medida que o jogo se desenrolava. Indivíduos anônimos afirmaram ter "ganho", mas a verificação da organização nunca foi feita e os indivíduos que fazem a alegação não são abertos a informações. De acordo com uma pessoa que completou o quebra-cabeça de 2012, aqueles que resolveram os quebra-cabeças foram questionados sobre o seu apoio à liberdade de informação, privacidade e liberdade online e rejeição à censura. Aqueles que responderam satisfatoriamente nesta fase foram convidados a um fórum privado, onde foram instruídos a conceber e completar um projeto destinado a promover os ideais do grupo.

### Tipos de pistas
As pistas da Cicada 3301 têm abarcado muitos meios de comunicação diferentes, incluindo internet, celular, música, CD inicializáveis de Linux, imagens, cartazes e páginas inéditas de livros crípticos. Além de usar muitas técnicas diferentes para criptografar, codificar ou ocultar dados, essas pistas também têm referenciado uma grande variedade de livros, poesia, obras de arte e música. Cada pista é assinada pela mesma chave privada GnuPG para confirmar a autenticidade.
Entre outras, estas obras de referência incluem:
| Referências Literárias e Artísticas: - Agripa (Um livro dos mortos), um poema de William Gibson - O ancião dos dias, uma ilustração de William Blake - Escrita futhorc - Johann Sebastian Bach - Cuneiforme - M. C. Escher - Francisco Goya - Gödel, Escher, Bach, um livro de Douglas Hofstadter - Kōans - Liber AL vel Legis de Aleister Crowley - A senhora de Shalott, a painting by John William Waterhouse - Mabinogion, Uma série de manuscritos galeses pré-cristãos - Numeração maia - O Matrimônio do Paraíso e o Inferno, um livro de William Blake - Nabucodonosor, uma ilustração de William Blake - Newton, uma ilsutração de William Blake - Self-Reliance livro de Ralph Waldo Emerson - Canção da liberdade, um poema de William Blake | Referências filosóficas: - Consciência coletiva e Inteligência coletiva - Morte do ego - Esoterismo - Gematria - Carl Jung - Kabbalah e Qabalah hermética - Søren Kierkegaard - Friedrich Nietzsche - Grigori Rasputin - Jean-Paul Sartre - Robert Anton Wilson - Budismo zen | Referencias criptográficas, matemáticas, e tecnológicas: - Cifra Atbash - Cifra de livros - Cifra de César - Diffie-Hellman - Fatorização - Campo de número de peneira geral - Kurt Gödel e seus Teoremas da incompletude - GNU Privacy Guard (GnuPG or GPG) - Francis Heylighen - GNU/Linux - Quadrado mágicos - Teoria dos números - Número primos - Pretty Good Privacy - RSA - Autorreferência - Compartilhamento secreto de Shamir - Esteganografia em imagens digitais, texto e TCP/IP - Laço estranho - Tor - Cifra de transposição - Cifra de Vigenère |

## Localização física das pistas

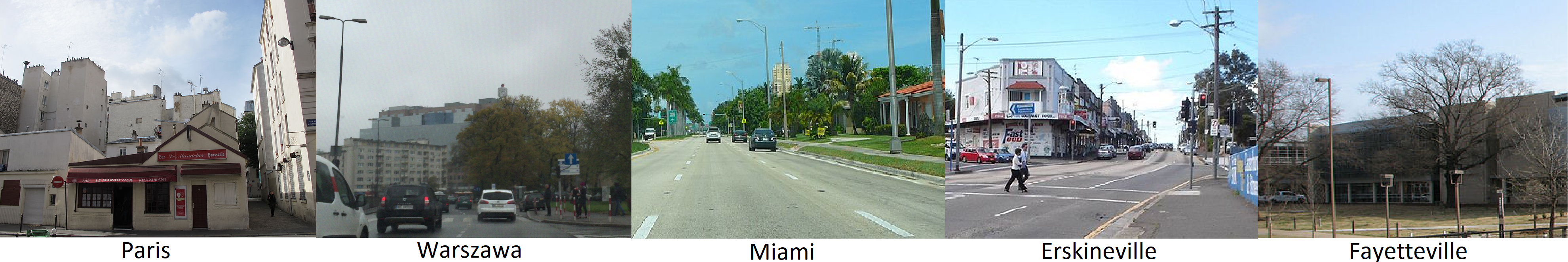
Algumas das cidades onde as pistas foram colocadas

Ao longo do teste, várias pistas exigiram que os participantes viajassem para vários locais para recuperar a próxima pista. Essas localizações incluem as seguintes cidades:
- Annapolis, Maryland, EUA
- Chino, Califórnia, EUA
- Columbus, Geórgia, EUA
- Dallas, Texas, EUA
- Erskineville, Austrália
- Fayetteville, Arkansas, EUA
- Flushing, Nova Iorque, EUA
- Granada, Espanha
- Greenville, Texas, EUA
- Haleiwa, Havaí, EUA
- Little Rock, Arkansas, EUA
- Los Angeles, Califórnia, EUA
- Miami, Flórida, EUA
- Moscou, Rússia
- New Orleans, Louisiana, EUA
- Okinawa, Japão
- Paris, França
- Portland, Oregon, EUA
- Seattle, Washington, EUA
- Lincoln, Nebraska, EUA
- Seul, Coréia do Sul
- Varsóvia, Polônia
- Cidade do México, México

A especulação de que a organização Cicada 3301 é grande e bem financiada é apoiada pela existência de pistas em um grande número de locais, todos muito distantes um do outro, aparecendo ao mesmo tempo.

## Alegações contra o grupo

### Alegações de atividade ilegal
Autoridades da Província de Los Andes, no Chile, afirmam que a Cicada 3301 é um "grupo de hackers" que se envolve em atividades ilegais. A Cicada 3301 respondeu a esta acusação emitindo um PGP - assinado negando qualquer envolvimento em atividades ilegais.